# Piasek (Siedliszcze)
Piasek – część miasta Siedliszcze w województwie lubelskim, w powiecie chełmskim.
Obejmuje południową, słabo zabudowaną część miasta u zbiegu ulic Polnej, Chojenieckiej i Piaskowej, należącą do końca 2011 roku do wsi Siedliszcze. Graniczy poprzez szosę ze wsią Stasin Dolny. W latach 1975–1998 miejscowość należała administracyjnie do województwa chełmskiego.